# Płodowy zespół walproinianowy
Płodowy zespół walproinianowy (płodowy zespół walproinowy, FVS ang. fetal valproate syndrome) – zespół wad wrodzonych będący najprawdopodobniej fetopatią mającą związek z przyjmowaniem przez ciężarne kobiety kwasu walproinowego albo walproinianu w leczeniu napadów padaczkowych. Szacuje się, że około 2% kobiet w ciąży ma padaczkę i walproiniany są przepisywane 5-20% z nich. Dowiedziono, że u kobiet leczonych walproinianem w pierwszym trymestrze ryzyko urodzenia dziecka z wadami cewy nerwowej jest około 30 razy wyższe niż w populacji. Nowsze badania potwierdziły to ryzyko i wykazały u dzieci tych matek zwiększoną częstość innych wad: spodziectwa, malformacji kciuków i paluchów, co pozwoliło w połowie lat 80. określić nowy zespół wad i nazwać go płodowym zespołem walproinianowym. FVS przypomina płodowy zespół hydantoinowy. Cechy dysmorficzne twarzy spotykane u dzieci z FVS to długa rynienka podnosowa, krótki nos, przodopochylenie nozdrzy, płaska nasada nosa, zmarszczki nakątne, długa i wąska górna warga, gruba dolna warga, mikrostomia, przerzedzenie brwi w linii środkowej, opuszczone w dół kąciki ust, niekiedy hiperteloryzm. Występują malformacje sercowo-naczyniowe i opóźnienie psychoruchowe.
Pod koniec lat 90. XX w. opisano związek między przyjmowaniem kwasu walproinowego przez kobiety w ciąży a zwiększonym ryzykiem autyzmu. W jednym badaniu określono związek między przyjmowaniem leku przez matkę w ciąży a wystąpieniem u dzieci zaburzeń behawioralnych typu ADHD, zespołu Aspergera lub spektrum autyzmu. Wydaje się, że stężenie kwasu walproinowego w osoczu noworodka koreluje ze stopniem nadpobudliwości dziecka i dysfunkcją neurologiczną, określaną w wieku 6 lat. Stwierdzono genetyczną predyspozycję do wystąpienia teratogennych efektów przyjmowania kwasu walproinowego u dzieci; zasugerowano potrzebę konsultacji tych matek przy kolejnej ciąży celem określenia ryzyka wystąpienia FVS u kolejnego dziecka, zmiany leku (np. na lamotryginę) i suplementacji wysokimi dawkami kwasu foliowego.
Z powodu ryzyka wystąpienia płodowego zespołu walproinianowego wszystkie walproinowe leki przeciwpadaczkowe oferowane w krajach Unii Europejskiej są objęte dodatkowym monitoringiem (na ulotkach umieszczany jest czarny odwrócony trójkąt z informacją o dodatkowym monitorowaniu produktu leczniczego).